# フォート・フロンテナック
フォート・フロンテナック（英：Fort Frontenac）は、1673年に、オンタリオ州キングストンに建設された、かつてのフランスの交易所であり、要塞である。オンタリオ湖とカタラキ川の合流地点に位置し、元々は木造の柵がめぐらされたものだった。後に、ルネ＝ロベール・キャバリエ・ド・ラ・サールにより、石造りの正方形の要塞となり、さらに、ヌーベルフランス総督フロンティナック伯爵ルイ・ド・ブアドにちなんで今の名となった。

## 歴史

### 初期のフォート・フロンテナック

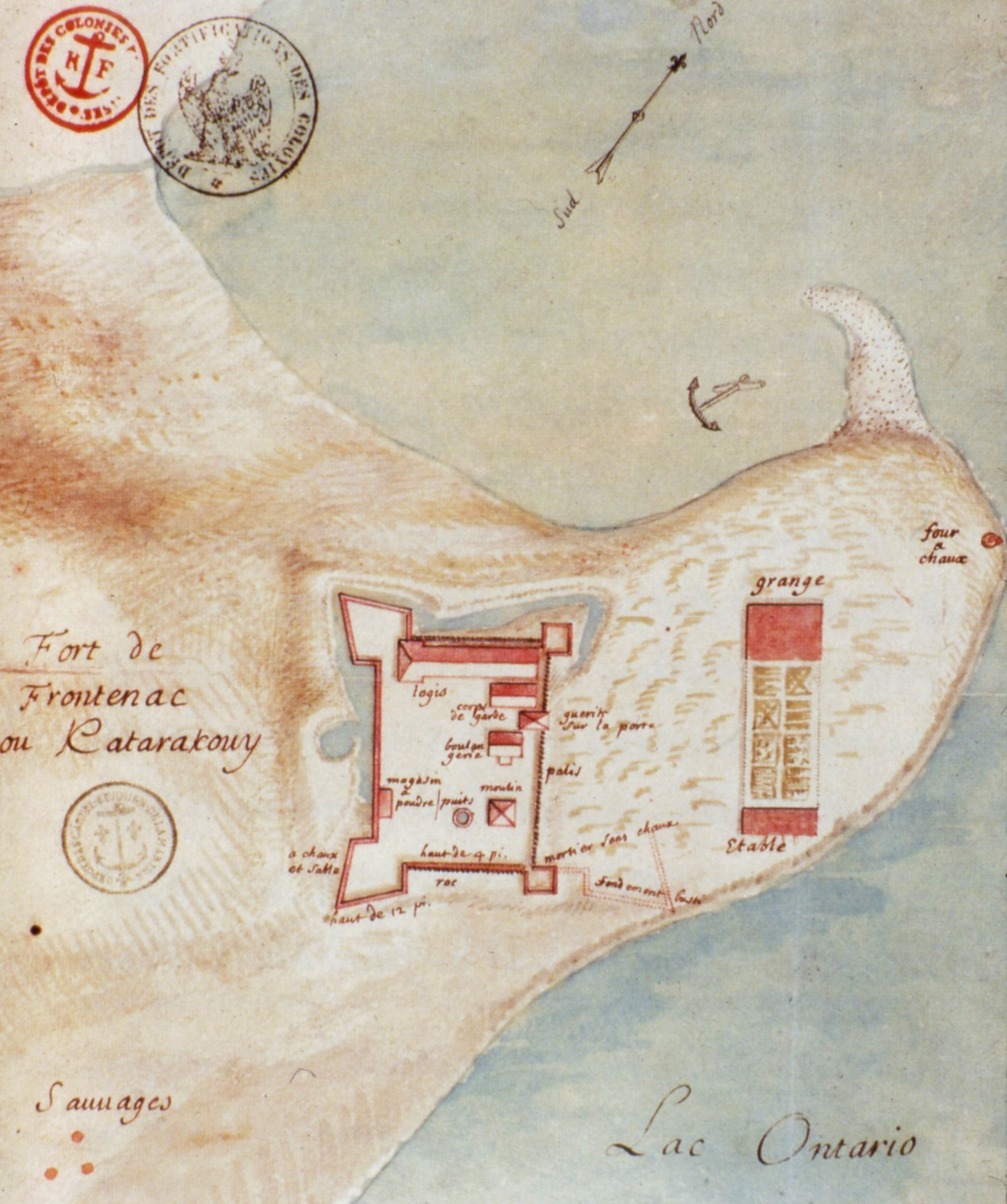
フォート・フロンテナックの図面、1685年

フォート・フロンテナックの目的は、大きな収入をもたらす毛皮貿易を、西はグレート・レイクス・ベイスンに、北はカナダ楯状地にまで広げることだった。また、やはりミシシッピー川上流地域を支配下に納めるべく、フランスと競り合っていたイングランドに対しての砦の意味合いもあった。この要塞のもう一つの役目は、五大湖やオハイオ領土の軍事基地へ、支援や補給の部隊を供給することだった。フロンテナックは、この要塞により、自らの取引への野心が満たされるのを願っていた。
この要塞のそばに小さな、風の影響を受けない湾があった。フランス系住民はそこを、湖を航行する大型船の港として使っていた。カヌーしか移動手段がなかった、奥地へのオタワ川の毛皮交易ルートと違い、五大湖の下流地域では、大型船が楽に航行できた。毛皮や、支援物資などの輸送品は、五大湖下流を通る限り経費が抑えられた。フォート・フロンテナックには、この港を守る役目もあった。
要塞の初代運営者であり、司令官でもあるラ・サールは、要塞をさらに増築し、入植者を増やすために、家畜まで持ち込んだ。また、1675年に、木造だった要塞をしっかりした石造りに変えた。17世紀に書かれた、要塞についての文章にこういうのがある。
要塞の4分の3はレンガまたは堅い石でできており、壁は91.5センチの厚さで高さは3.6メートルである。また、未完成で1.2メートル余りの高さしかない所もある。残りの部分はくいである。中に入ると、四角形の木材でできた家が350メートルにわたって続き、鍛冶屋、衛兵の詰め所、士官の家、井戸、牛小屋がある。濠は5.3メートルの幅である。きちんと整えられ、種をまかれた広い農地があり、そこから100歩も行くと、借り入れた作物を貯蔵しておく納屋がある。要塞のかなり近くに、フランス系住民の家が何軒か、イロコイ族の集落、そしてフランシスコ会の聖堂がある。

### イロコイ包囲戦
その後、毛皮貿易をめぐってイロコイ戦争が勃発した。フランスとイロコイ族とはそう友好的というわけでもなく、1667年に平和条約が締結されたが、1680年にふたたび戦争が勃発した。これはフォート・フロンテナックにも影響を及ぼした。1687年、デノンビル侯ジャック＝ルネ・ド・ブリゼーがイロコイ族相手に軍事行動を起こし、イロコイ族の一派である、オンタリ湖南のセネカ族の領域へと進軍した。デノンビルは自らの行動を正当化するために、フォート・フロンテナックでの、平和的な話し合いに向かっているだけだと言った。そして、川を上って軍を要塞へとすすませ、フランスに友好的だった、女性や子供を含めたイロコイ先住民を、行政官であるド・シャンピニがとらえて投獄した。表向きは、デノンビル軍の部隊の配置を人に漏らさないようにするためだったがうち何名かは、ガレー船をこぐ奴隷としてフランスに送られた。その後、デノンビルはセネカ族を攻撃した。

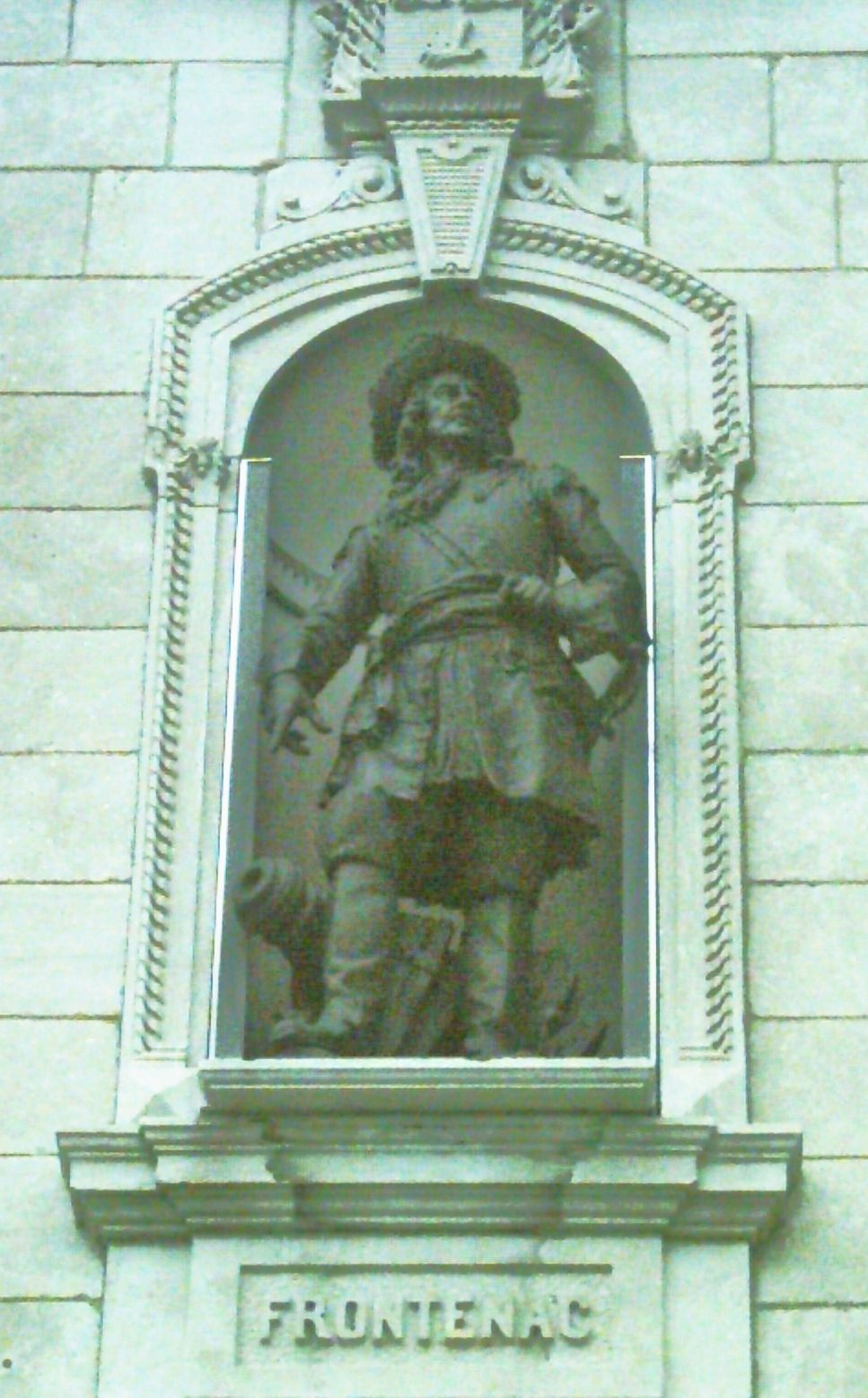
ルイ・ド・ブアド

この紛争をめぐる報復として、イロコイ族が多くのフランス植民地を攻撃した、その中にはフォート・フロンテナックも含まれていた。フロンテナックとカタラキの植民地は、1688年に2ヶ月間包囲された。要塞は破壊されなかったが、植民地は荒らされ、包囲戦中に多くのフランスの兵士が壊血病で死んだ。その後、1695年に、フロンテナック総督が再建し、今の名がつけられた。

### フォート・フロンテナックの戦い

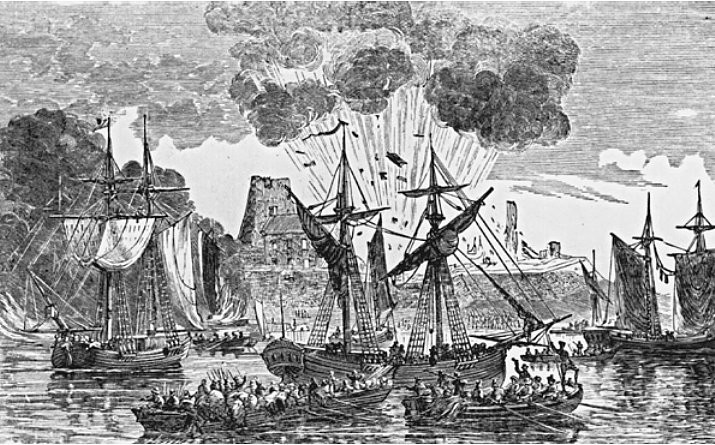
フォート・フロンテナックの戦い

1740年代には、イギリスとフランスの間の緊張が高まったため、フランスは要塞の防御能力を改善して、新しい砲台を据え、新しい兵舎を建てて、駐屯部隊の規模を拡大した。こういった改善策にもかかわらず、要塞の戦略拠点としての重要性は徐々に減少して行き、フォート・ナイアガラ、フォート・デトロイト、そして、フォート・マキナックが、より重要性を増して行った。七年戦争の間、イギリスとフランスが北アメリカの覇権をめぐって張り合っており、イギリスは、フォート・フロンテナックが、他のフランスの要塞に比較して、輸送と通信の点で頂点に位置していること、そして、セントローレンス川から五大湖に沿った水上輸送手段があり、オハイオに植民地を持っていることが、戦略上の脅威であると考えた。かつてほどの重要性はないとはいえ、依然としてヌーベルフランス西部の植民地への、物資の供給元である。イギリスは、この要塞を無力化してしまえば、他の植民地に物資が行きわたらず、彼らの防御力が削がれると考えた。また、上流のアッパーカントリーの先住民との取引も、中断してしまうだろうとも考えた。しかし、イギリスが要塞を攻撃しようと考えたのは、ただフランス側の交易ルートを支配したいためだけではなかった。イギリスが、フォート・フロンテナックから湖を超えたところに、1722年に建設したフォート・オズウェゴで、やはり先住民との取引が行われていたのである。（後にここは、軍事拠点としてその質を高めることになる）実際、フランスの将軍モンカルムは、1756年8月のフォート・オズウェゴの戦いの際に、この要塞を戦略上拠点として使っていた。1758年、ティコンデロガ砦で敗北を喫したイギリスは、士気を回復させるべく、その年の8月に、ジョン・ブラッドストリート中将指揮下のもと、5,000人余りともいわれる兵力でフォート・フロンテナックに攻撃をかけた。守りが手薄であったフォート・フロンテナックはあっさり陥落してしまった。ブラッドストリートは要塞の物資とフランス海軍の船を獲得し、要塞の破壊を命じて、すばやくその場を立ち去った。
イギリス側としては、フォート・オズウェゴも無傷で、軍の評価は回復した。一方フランスは、要塞を失ったことは、単に一時的なものだと考えた。フォート・フロンテナックの陥落は、フランスの通信輸送とを完全に断つことにはならなかった、西部方面へは、他にもルートがあったからである（例えばオタワ川－ヒューロン湖）しかしながら、長期的な視点で見れば、この降伏は、先住民の間でのフランスの威光を落とすことになり、それが北アメリカでのヌーベルフランスの敗退につながる最大要因ともなった。以来、この要塞がもはやフランスにとっては重要でないことがわかり、その後25年間、再建もされずそのまま放っておかれたのである。

### 修復そして現代

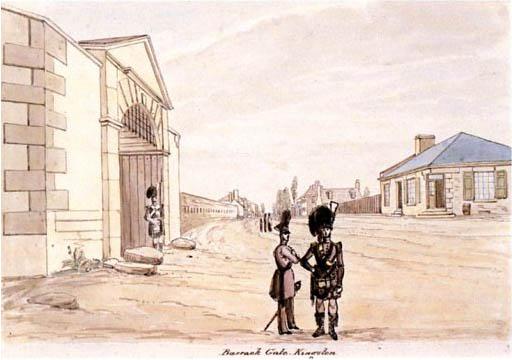
テート・ド・ポン兵舎の入り口

アメリカ独立戦争後、ロイヤリストがアメリカから流入して、フォート・フロンテナックの近くやカタラキ川流域に定住するようになった。増加していく人口を守るため、アメリカからの攻撃に備えて、イギリスは1783年に要塞を一部修復し、駐屯部隊をそこに収容した。1783年の10月までには、要塞の跡地に石灰窯、病院、兵舎、士官の宿舎、倉庫、そしてパン屋が立ち並ぶようになっていた。 1787年、要塞の修復された部分は、テート・ド・ポン（橋の先端）兵舎として知られるようになった。現在の兵舎の多くは1821年から1824年にかけて建設された 。
1812年戦争の際には、フォート・フロンテナックはキングストンの軍事の中心となり、多くの部隊を収容していた。イギリスが1870-71年にかけてカナダから撤退すると、市民軍により、フォート・フロンテナックとケベックそれぞれの要塞が、軍学校になった。フォート・フロンテナックは、ロイヤル・ミリターリー・カレッジの士官候補生の馬場となり、1905年にロイヤル・カナディアン・ホース・アーティエリー (RCHA)となった。本部は1939年までキングストンに置かれたが、その年に第二次世界大戦参加となり、その後しばらくは兵站部となった。戦争が終わって1947年、カナディアン・アーミー・スタッフ・カレッジ（en:Canadian Army Staff College）と、新設されたナショナル・ディフェンス・カレッジ（en:National Defence College）が置かれ、そして今はカナディアン・ランド・フォース・コマンド・アンド・スタッフ・カレッジ（en:Canadian Land Force Command and Staff college）として、陸軍士官育成の場となっている。
この要塞は、カナダ国定史跡に選ばれている。

## 考古学調査
1982年、考古学の調査がフォート・フロンテナックで始まった。1984年の春、キングストン市は、北西部の聖ミカエル要塞とカーテンウォール砦での発掘及び再構築を可能にするために、オンタリオ・ストリートと、プラス・ダルム・ストリートの交差点の位置を変えた。この調査で、要塞とその周辺の発展及び使われ方に関する、重要かつ細々した情報が得られ、遺跡と、歴史上の地図や図面の記載条項との関連を築くのに役立てられた。